# Falu övnings- och skjutfält
Falu övnings- och skjutfält även kallat Myrans skjutfält, mindre förekommande Jämmerdalens skjutfält, är ett militärt övnings- och skjutfält som är beläget i Myckelmyra-Finnbo cirka 1,5 km nordost om Falun.

## Historik
Bakgrunden till skjutfältet går tillbaka till när kasernetablissementet uppfördes till Dalregementet och har utvidgats i omgångar. Efter att Dalregementet avvecklades övergick förvaltningen till Artilleriregementet och från 2006 till Livgardet. Från 2018 klassificeras övnings- och skjutfältet som nationellt riksintresse av Försvarsmakten. Något som betyder att de militära aktiviteterna kommer att öka, samt att Falu kommun måste samråda med Försvarsmakten när man vill bygga i området närmast skjutfältet. Från 2023 förvaltas skjutfältet återigen av Dalregementet.

## Geografi
Övnings- och skjutfält omfattar drygt 1000 hektar, samt att cirka 260 hektar arrenderas som riskområde. Dessutom får en, till fältet, angränsande del av Lugnets naturreservat temporärt avlysas som riskområde i samband med stridsskjutning.

## Verksamhet
Falu övnings- och skjutfält användas för vapenutbildning och annan militär träning vid regementet. Fram till 2000 att användes det av garnisonens ingående förband, då främst Dalabrigaden. Efter att garnisonen avvecklades 2000 kom verksamheten främst inriktas mot hemvärnsförband och frivilligorganisationer, då främst Dalregementsgruppen som är en del av Mellersta militärregionen. Vid övnings- och skjutfältet bedrivs främst övning med lätta motoriserade skytteförband, men även övningsmoment med skarp ammunition med upp till ett skyttekompani med understöd av granatkastare.